# Adhyatma yoga
 (juin 2008).
Si vous disposez d'ouvrages ou d'articles de référence ou si vous connaissez des sites web de qualité traitant du thème abordé ici, merci de compléter l'article en donnant les références utiles à sa vérifiabilité et en les liant à la section « Notes et références ».
Adhyatma Yoga (sanskrit Adhi (« au sujet de, en direction de », et atma (« le Soi »)) signifie le yoga tourné vers le Soi. Au xxe siècle, ce yoga, issu de la tradition philosophique hindoue et fort ancien — l'expression figure déjà dans la Kaṭha Upanishad ((I, 2,12) — a été transmis par Swami Prajnanpad à des disciples indiens ainsi que français (parmi lesquels Arnaud Desjardins, Frédérick Leboyer, Daniel Roumanoff, Olivier Cambessédès).
L'Adhyatma Yoga permet, par une compréhension du monde, de renvoyer la personne à ses propres imperfections et de s'en libérer. Inversement, par une meilleure connaissance de soi-même, il permet d'apprécier le monde à sa juste valeur. Dans cette voie spirituelle, l'intellect mène à la porte de la libération, mais la connaissance réelle passe par un vécu supra-intellectuel.
L'adhyatma yoga est fondé sur quatre piliers : vedanta vijñāna, manonasha, chitta shuddhi et vāsanākṣaya. Vāsanākṣaya signifie érosion du désir, chitta shuddhi purification de la mémoire (inconsciente), manonasha destruction du mental et vedanta vijnana science du vedanta (ou connaissance des lois de la vie). [Desjardins Arnaud, A la recherche du Soi 2 - Le vedanta et l'inconscient, La Table Ronde]
Selon le vocabulaire spécifique de l'enseignement de Svâmi Prajnânpad :
- voir consiste à reconnaître la réalité telle qu'elle est sans la déformer ;
- penser (fonctionnement aussi désigné par le mental) consiste à projeter sur la réalité ce qu'elle devrait être selon nos préférences et nous complaire dans cet imaginaire ;
- l'émotion correspond à un état affectif de refus de la réalité qui accompagne la pensée et suscite une souffrance de séparation ;
- le sentiment se manifeste lorsque nous acceptons la réalité et que nous ressentons l'unité avec elle. [Edelmann Eric, Humbert Olivier et Dr Massin Christophe, Swâmi Prajnânpad et les lyings, La Table Ronde]

## Le mental, l'égo
Le mental agit comme un filtre qui empêche de voir le monde tel qu'il est. Il est animé par des empreintes ou des « mémoires » appelées vasana et samskara, et par une mauvaise interprétation des lois de la vie. 
Le mental se développe à partir des sensations physiques. Le principe est le suivant : la forme est là, l'objet est là ; et un contact se produit avec cela. Le contact provoque une sensation. De la sensation vient la perception. De la perception vient la conception. Et là où vient la conception, le plaisir et la peine apparaissent tous les deux. Et alors on s'identifie à eux. [Prakash Sumangal et Prajnanpad Svami, L'expérience de l'unité, Traduction de Colette et Daniel Roumanoff, Accarias-L'Originel]
L'égo est au fond le sentiment de séparation vis-à-vis du reste du monde, la sensation d'être un individu particulier et non un autre, l'identification à un corps, à un nom. Il est donc, dans cette perspective, une illusion qui nous sépare de la réalité du monde. 
L'égo est une coquille de protection pour ne rien laisser pénétrer d'étranger, de nouveau, d'inconnu. C'est une sorte de structure d'appréhension du monde, dépourvue de souplesse et d'adaptabilité au changement. L'ego s'exprime sur différents plans : son maître d'oeuvre est le mental (manas), organe central du refus, dont l'aspect intellectuel est la pensée (citta), l'aspect affectif l'émotion (bhâvana), l'aspect actionnel le désir (icchâ ou kâma). [Roumanoff Daniel, Svâmi Prajnânpad - Tome 1 Un maître contemporain - Manque et plénitude, La Table Ronde, puis regroupé avec le Tome 3 chez Albin Michel sous le titre "Tome 1 Les lois de la vie"]

### Vasana
Il s'agit d'un terme sanskrit qui signifie « dynamismes latents » ou schèmes. Ce sont les réactions types que l'on a face à un motif, à une situation. Ils sont issus de l'éducation et ont pour conséquence de faire agir l'homme en fonction de son passé et non en fonction de la situation présente. Les actions qui en découlent sont appelées réactions. L'individu qui réagit est l'esclave de son mental, au sens où il ne peut pas ne pas lui obéir car son mental est inconscient. L'être ordinaire est ainsi persuadé d'être libre alors qu'il ne l'est pas.

### Samskara
Ce terme sanskrit désigne les traces laissées en nous par le passé.
Le monde est fait d'éléments, vivants ou non, qui forment ensemble des situations. Ces situations n'ont en elles-mêmes que des qualités objectives : volume sonore, nombre d'objets ou de personnes, paroles prononcées. En tant qu'être humains ordinaires, nous apposons des jugements de valeur à ces situations : bonnes ou mauvaises, favorables ou défavorables, intéressantes ou ennuyeuses. Ce qui est bien procure du plaisir, du contentement, et on le recherche. Ce qui est mal procure un déplaisir et on essaie de le fuir ou de le faire disparaître.
Ordinairement, notre éducation nous apprend que c'est la situation elle-même qui procure le plaisir ou le déplaisir. Ce yoga adopte un point de vue radicalement différent : nous sommes les créateurs de notre bien-être ou de notre mal-être. La situation est ce qu'elle est, donc neutre en elle-même. 

### Les concepts mentaux erronés
Le mental est composé également de concepts erronés et de la méconnaissance des lois de la vie, ce qui accentue la différence entre le monde individuel et le monde réel.

## Les lois de la vie

### La différence
Deux choses sont toujours différentes.
Svâmi Prajnânpad disait : "Chaque personne est unique, différente et parfaite en elle-même." [Srinivasan Ramanuja, Entretiens avec Svami Prajnanpad, Traduction de Colette Roumanoff, Accarias-L'Originel]

### Le changement
Tout est changement, rien n'est permanent.
Svâmi Prajnânpad disait : "Tout ce qui peut venir s'en ira. La vérité ne viendra pas. Elle est ici et maintenant." [Prajnanpad Svami, L'art de voir, Lettres à ses disciples - Tome 1, Traduction de Colette et Daniel Roumanoff, Accarias-L'Originel]

### L'interdépendance
Toute chose est en relation avec le reste du monde.
Svâmi Prajnânpad disait : "Il n'y a ni accident, ni miracle, ni destin, seulement une relation de cause à effet (...) Ce qui peut ne pas être clair, c'est le réseau des interconnexions de causes à effets qui produisent tel ou tel évènement particulier. Dans ce cas, même si la totalité des causes n'est pas connue, l'effet est présent. C'est un fait. Et il doit être accepté en tant que fait, en attendant que l'écheveau des causes et des effets puisse être démêlé." [Roumanoff Daniel, Svâmi Prajnânpad - Tome 1 Un maître contemporain - Manque et plénitude, La Table Ronde 1989, puis regroupé avec le Tome 3 chez Albin Michel 2009 sous le titre "Tome 1 Les lois de la vie"]

### La causalité
Le monde n'est qu'une immense et complexe succession de causes et de conséquences.
Svâmi Prajnânpad disait : "Pour tout effet, il y a une cause (...) La cause n'est jamais à l'extérieur. La cause est à l'intérieur. Toute réaction émotionnelle a ses racines en vous et vous êtes le seul responsable de ces réactions. Le monde extérieur n'y est pour rien. En vérité, il n'y a pas de cause extérieure. Tout est dans la manière d'absorber. Dans la vie quotidienne, n'importe quelle cause déclenche et réveille la véritable cause interne. Le monde existe dans son unité intrinsèque, fondamentale. Il est tel qu'il est. Il est neutre et ne fait que s'exprimer. Seul le mental cherche à le rendre conforme à sa fantaisie." [Roumanoff Daniel, Svâmi Prajnânpad - Tome 1 Un maître contemporain - Manque et plénitude, La Table Ronde 1989, puis regroupé avec le Tome 3 chez Albin Michel 2009 sous le titre "Tome 1 Les lois de la vie"]

### La loi du psychisme
La vérité est le juste milieu entre la fascination et la désillusion pour le monde. Elle se trouve non pas en la cherchant mais en créant la paix en soi-même.
- Svâmi Prajnânpad disait : "En toutes conditions et circonstances, la vérité est toujours une sans un second. Le mental crée un second." [Prajnanpad Svami, Les formules de Swâmi Prajnânpad commentées par Arnaud Desjardins, Formules et commentaires rassemblés par Véronique Desjardins, La Table Ronde]
- Si on veut être heureux, il faut être à l'aise avec ce qui est arrivé et ce qui arrive, c'est-à-dire avec ce qui est vrai. En d'autres mots, on doit tout accepter. Il y a seulement un et pas un second (...) Mais le mental ne veut pas accepter la réalité une et il en crée une seconde dans son imagination. Il compare alors sa création avec la réalité et bataille avec elle (...) Et voilà la souffrance. Il y a conflit entre ce qui existe et ce qui a été créé par le mental (...) Nous créons un second et nous souffrons. [Srinivasan Ramanuja, Entretiens avec Svami Prajnanpad, Traduction de Colette Roumanoff, Accarias-L'Originel]
- Svâmi Prajnânpad disait : "La réaction, l'émotion sont en vous. Plus vous refusez, plus ce que vous niez prend du poids, plus la chose refusée existe, augmentée de votre jugement sur elle. Avec le jugement qui est une réaction de refus, vous ajoutez un second élément à ce qui se présente, vous en doublez l'existence : son existence, plus votre réaction. Au contraire, si vous voyez vraiment votre réaction en tant que réaction, il ne s'ensuivra plus de réaction." [Desjardins Denise, La route et le chemin - Carnet de voyage et d'ascèse, La Table Ronde]

## La voie

### Le disciple
Le disciple est une personne qui s'engage vis-à-vis d'elle-même à échapper à ses conditionnements et à rechercher la libération. Pour cela, il cherche un maître ayant lui-même déjà atteint l'éveil spirituel. C'est dans un processus de questions-réponses que le maître voit alors apparaître chez le disciple ce qui compose son mental. Il fonctionne alors comme un miroir en montrant au disciple ce qu'il est vraiment et non ce qu'il croit être.

### L'acceptation
L'acception peut se résumer en une phrase: « oui à ce qui est ». Il s'agit d'être émotionnellement d'accord avec tout ce que la vie donne à vivre. Cette acceptation s'entend précisément au niveau des émotions. Il n'est pas question d'être résigné, ni indifférent, ni d'accepter toute transaction dans le monde physique. Accepter, c'est aimer.
Svâmi Prajnânpad disait : "Il suffit d'accepter. Accepter que l'autre soit différent. Acceptez toute chose. Vous sentez vous nerveuse ? Acceptez aussi cette nervosité, mais en la contrôlant si vous n'êtes pas seule, pour éviter de blesser autrui. Contrôler ne signifie pas réprimer." [Desjardins Denise, La route et le chemin - Carnet de voyage et d'ascèse, La Table Ronde]

### La vigilance
La vigilance est nécessaire pour enrayer les processus automatiques du mental et vivre consciemment les désirs ou les peurs.
L'apprentissage de la vigilance : une attention suffisamment panoramique pour inclure le monde extérieur qui nous interpelle constamment et notre monde intérieur que l'on a tendance à oublier. [Desjardins Denise, Conteurs, Saints et Sages - Des Pères du désert à Swâmi Prajnânpad, La Table Ronde]

### La destruction du mental
La destruction du mental se fait par l'intellect, par une analyse objective de la vie.
Svâmi Prajnânpad disait : "On ne peut pas posséder la vérité. On ne peut qu'être la vérité. Il faut mourir à la vie du mental pour renaître à la vie de la vérité." [Prajnanpad Svami, A B C d'une sagesse, Paroles choisies par Daniel Roumanoff, La Table Ronde 1998 puis Albin Michel 2009]

### L'érosion des désirs
Dans l'adhyatma yoga, pour atteindre la libération, il est nécessaire de se libérer de ses désirs. Les désirs sont considérés comme une tension vers l'avenir, un manque qu'il faut combler. Pour se libérer des désirs, il faut les vivre pleinement et consciemment.
(Le désir) Au lieu de tenter de le supprimer ou de le brimer, Swâmi Prajnânpad conseillait d'en faire l'expérience consciente tout en restant attentif au résultat obtenu (avec une restriction de taille, celle de ne pas nuire à autrui). Jusqu'à ce que, de déceptions en réussites complètes ou partielles, il puisse s'atténuer de lui-même et tomber comme un fruit mûr. [Desjardins Denise, Conteurs, Saints et Sages - Des Pères du désert à Swâmi Prajnânpad, La Table Ronde]

## L'éveil, la libération
La libération ne peut être décrite par des mots, elle passe nécessairement par un vécu. L'intellect peut néanmoins s'en faire une idée, un concept.
Il s'agirait du relâchement complet de toutes les tensions physiques, émotionnelles et mentales. Sans égo, le sage est devenu un Homme accompli. Il ne ressent plus la peur. Il est un avec le monde, au sens où il n'y a plus d'identification à soi en tant qu'individu. Le sage est devenu le monde. Il ne ressent plus qu'amour et compassion. Il ne perçoit plus le temps avec un passé et un futur, il vit un éternel présent. Il a atteint le Soi, l'Atman, la pure conscience.
Svâmi Pajnânpad disait : "La vérité n'est pas autre chose que la réalisation que "je ne suis rien, je ne suis personne ! Je suis donc chacun, je suis toute chose". [Prajnanpad Svami, Le but de la vie - Un été plein de sagesse, Entretiens avec Roland de QuatreBarbes été 1966, traduits par Daniel Roumanoff, Accarias-L'Originel]